# Distrito senatorial de Bayamón II
El Distrito senatorial de Bayamón II es uno de los ocho distritos senatoriales de Puerto Rico. Es actualmente representado por Migdalia Padilla Alvelo y Carmelo Ríos Santiago (ambos del Partido Nuevo Progresista).

## Perfil del distrito
El Distrito Senatorial II cubre los municipios de Bayamón, Cataño, Toa Alta, Toa Baja, y algunas regiones de Guaynabo. Tiene una población aproximada de 459,805.
En distribuciones anteriores, el territorio cubierto por el Distrito Senatorial II ha sido distinto. Originalmente, el Distrito incluía ambos Toa Alta y Toa Baja, pero en la redistribución de 1991, Toa Alta estuvo fue asignada al Distrito de Arecibo.
En la redistribución de 2002, Toa Alta fue reasignada al Distrito, pero algunas regiones de Guaynabo fueron asignadas al Distrito de San Juan. Para la redistribución de 2022 el distrito sufrió cambios mínimos perdiendo algunos barrios en el municipio de Guaynabo.

## Senadores
| Elección | Senador | Senador                 | Partido                   | Senador               | Senador                   | Partido                   |
| -------- | ------- | ----------------------- | ------------------------- | --------------------- | ------------------------- | ------------------------- |
| 1992     |         | Anibal Marrero Pérez    | Partido Nuevo Progresista |                       | Héctor O'Neill            | Partido Nuevo Progresista |
| 1996     |         | Anibal Marrero Pérez    | Partido Nuevo Progresista | Ramón Luis Rivera     | Partido Nuevo Progresista |                           |
| 2000     |         | Migdalia Padilla Alvelo | Partido Nuevo Progresista |                       | Pablo Lafontaine          | Partido Nuevo Progresista |
| 2004     |         | Migdalia Padilla Alvelo | Partido Nuevo Progresista | Carmelo Ríos Santiago | Partido Nuevo Progresista |                           |
| 2008     |         | Migdalia Padilla Alvelo | Partido Nuevo Progresista | Carmelo Ríos Santiago | Partido Nuevo Progresista |                           |
| 2012     |         | Migdalia Padilla Alvelo | Partido Nuevo Progresista | Carmelo Ríos Santiago | Partido Nuevo Progresista |                           |
| 2016     |         | Migdalia Padilla Alvelo | Partido Nuevo Progresista | Carmelo Ríos Santiago | Partido Nuevo Progresista |                           |
| 2020     |         | Migdalia Padilla Alvelo | Partido Nuevo Progresista | Carmelo Ríos Santiago | Partido Nuevo Progresista |                           |
| 2024     |         | Migdalia Padilla Alvelo | Partido Nuevo Progresista | Carmelo Ríos Santiago | Partido Nuevo Progresista |                           |

## Resultados Electorales
|  | 20.83 % |

|  | 19.95 % |

|  | 13.09 % |

|  | 12.79 % |

|  | 10.51 % |

|  | 9.09 % |

|  | 6.94 % |

|  | 6.79 % |

|  | 100 % |

|  | 28.35 % |

|  | 27.69 % |

|  | 17.66 % |

|  | 16.60 % |

|  | 3.11 % |

|  | 2.71 % |

|  | 1.98 % |

|  | 1.90 % |

|  | 100 % |

|  | 25.81 % |

|  | 25.68 % |

|  | 21.79 % |

|  | 21.75 % |

|  | 1.64 % |

|  | 1.46 % |

|  | 0.74 % |

|  | 0.70 % |

|  | 0.44 % |

|  | 100 % |